# Wärmetauscher

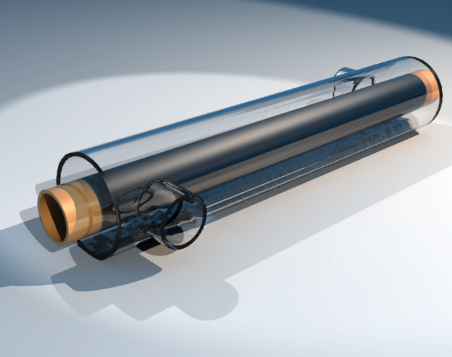
Einfacher Wärmetauscher

Ein Wärmeübertrager, auch Wärmetauscher oder seltener Wärmeaustauscher, ist eine Vorrichtung, die thermische Energie von einem Stoffstrom auf einen anderen überträgt.
Während die Bezeichnung Wärmetauscher weit verbreitet ist, findet der Fachbegriff Wärmeübertrager zunehmend Resonanz.

## Einteilung

Wärmeübertragung beim Gegenstromprinzip

Wärmeübertragung beim Gleichstromprinzip

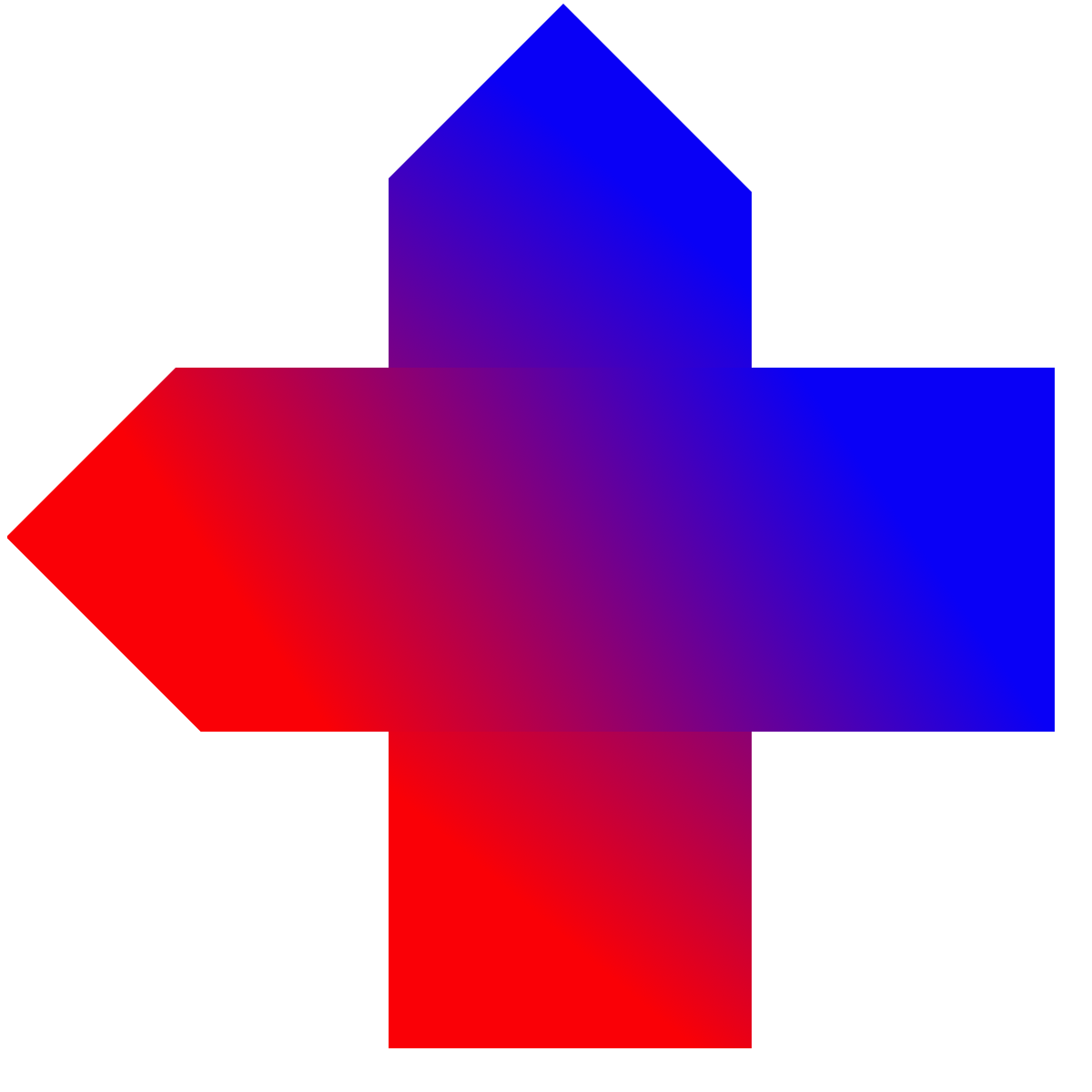
Wärmeübertragung beim Kreuzstromprinzip

Wärmetauscher lassen sich hinsichtlich der Wärmeübertragung in drei Klassen ordnen:
Direkte Wärmeübertragung
beruht auf dem Vorgang der kombinierten Wärme- und Stoffübertragung bei trennbaren Stoffströmen. Repräsentativer Anwendungsfall ist der Nasskühlturm.
Indirekte Wärmeübertragung
ist dadurch gekennzeichnet, dass Stoffströme räumlich durch eine wärmedurchlässige Wand getrennt sind. Wärmetauscher dieser Klasse werden auch Rekuperatoren genannt. In diese Klasse fallen z. B. Heizkörper.
Halbindirekte Wärmeübertragung
nutzt die Eigenschaften eines Wärmespeichers. Dabei werden beide Stoffe zeitversetzt mit dem Wärmespeicher in Kontakt gebracht. Der Wärmespeicher wird abwechselnd durch das heißere Medium erwärmt und danach durch das kältere Medium abgekühlt, um so thermische Energie vom heißeren auf das kältere Medium zu übertragen. Wärmetauscher dieser Klasse sind Regeneratoren, z. B. das Wärmerad.
Neben den Materialeigenschaften wird die Wirksamkeit der Wärmeübertragung von der geometrischen Führung der Stoffströme zueinander bestimmt. Hier sind fünf Grundformen zu unterscheiden.
Gegenstrom

Die Stoffe werden so geführt, dass sie entgegenkommend aneinander vorbeiströmen. Im Idealfall werden die Temperaturen der Stoffströme getauscht, das heißt, dass das ursprünglich kalte Medium die Temperatur des ursprünglich heißen Mediums erreicht und umgekehrt. Voraussetzung für diesen Idealfall sind gleiche Wärmekapazitätenströme auf beiden Seiten des Wärmetauschers und ein Wirkungsgrad des Wärmetauschers von 100 %. In der Praxis ist ein vollständiger Austausch der Temperaturen nicht möglich. Ein Anwendungsfall ist die Wärmerückgewinnung.
Gleichstrom
führt die Stoffe nebeneinander in gleicher Richtung. Im Idealfall gleichen sich beide Stofftemperaturen einander an. Im Gegensatz zum Gegenstrom-Wärmetauscher ist das zu Beginn wärmere Medium auch nach dem Passieren des Wärmetauschers noch wärmer als das kalte Medium. Da das warme und das kalte Medium unmittelbar zueinander geführt werden, ist der Wärmestrom zwischen beiden anfänglich größer als beim Gegenstromprinzip. Nachteilig kann die Materialbelastung durch die Temperaturunterschiede sein.
Kreuzstrom
führt die Stoffströme so, dass sich ihre Richtungen kreuzen. Das Ergebnis liegt zwischen denen von Gegen- und Gleichstrom. Der Kreuzstrom wird zum Beispiel benutzt, um den einen Strom auf eine bestimmte, festgelegte Temperatur zu bringen.
Wirbelstrom
verwirbelt zwei verschieden heiße Stoffströme. Notwendig ist eine Möglichkeit zum nachfolgenden Trennen. Eine Möglichkeit dafür ist das Wirbelrohr, eine Vorrichtung ohne bewegliche Teile, mit der sich Gas in einen heißen und einen kalten Strom aufteilen lässt.
Kreuzgegenstrom
Die Stoffströme werden am Ein- und Auslass zunächst quer aufeinander zugeführt und strömen dann im Mittelteil parallel gegeneinander. Im Idealfall werden die Temperaturen der Stoffströme wie beim Gegenstrom getauscht. Ein Kreuzgegenstromwärmetauscher ist einfacher zu fertigen, sowie oft auch strömungsgünstiger und kompakter, als ein reiner Gegenstromwärmetauscher.

## Ausführung

### Allgemeines

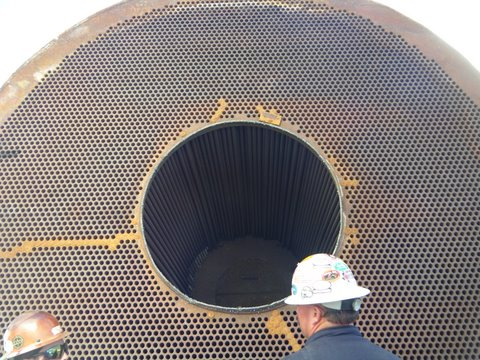
Rohrbündel-Wärmetauscher

Für eine gute Effizienz muss das Bauteil, das die Medien trennt, eine gute Wärmeleitfähigkeit und große Oberfläche aufweisen. Für guten Wärmeübergang ist eine turbulente Strömung günstig. Diese findet vor allem bei hoher Reynolds-Zahl statt. Deshalb sollte die Strömungsgeschwindigkeit hoch und die Viskosität der Medien gering sein. Hohe Geschwindigkeit und große benetzte Oberfläche verlangen allerdings auch einen hohen Energieaufwand, um die Medien durch den Wärmetauscher zu pumpen.
Bei Wärmetauschern, bei denen ein Medium eine Flüssigkeit, das andere Medium ein Gas (meist Luft) ist, unterscheiden sich die Wärmekapazitäten je Volumen der Medien stark. Es muss viel mehr Gas als Flüssigkeit durchströmen, und die Fläche für den Wärmeübergang muss auf der Gasseite vergrößert werden. Dies erfolgt oft durch Rippen oder Bleche, z. B. bei Hochtemperatur-Heizkörpern, den Kühlschlangen an der Rückseite eines Kühlschrankes oder einer Klimaanlage und dem Kühler des Autos.

### Materialien

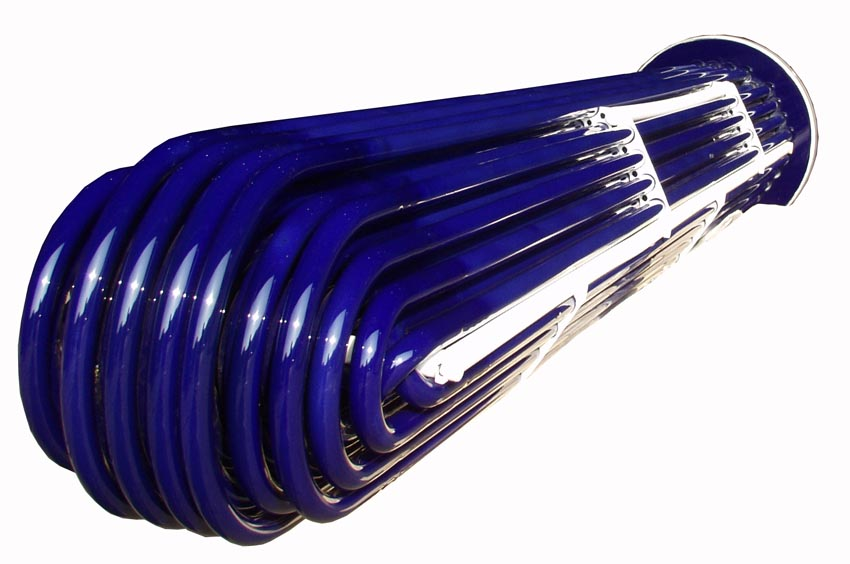
Emaillierter Rohrbündelwärmeübertrager für die chemische Industrie

Wärmetauscher bestehen in den meisten Fällen aus Metall, jedoch auch aus Emaille, Kunststoff, Glas, Graphit oder Siliciumcarbid.
Im Klimabereich werden überwiegend Kupfer und Aluminium wegen der guten Wärmeleitfähigkeit verwendet. In Industrieanlagen werden wegen ihrer  Beständigkeit vor allem Stahl, besonders Edelstahl eingesetzt. Heizkörper hingegen bestehen heute meist aus Stahlblech, früher aus Grauguss.
Kunststoff, emaillierter Stahl, technisches Glas oder Siliciumcarbid werden für Wärmetauscher in der chemischen Industrie eingesetzt, wenn die Aggressivität der Fluide den Einsatz metallischer Werkstoffe nicht erlaubt. Siliciumcarbid kann aufgrund seiner extremen Temperaturbeständigkeit (Zersetzungstemperatur oberhalb von 2200 °C) auch bei Wärmetauschern eingesetzt werden, deren Materialtemperaturen oberhalb der Einsatzgrenze der Metalle liegen. Solche keramischen Hochtemperatur-Wärmetauscher sind allerdings noch in der Entwicklung.

### Bauformen
Es werden hier nur die Bauformen von Wärmetauschern für flüssige und gasförmige Medien behandelt:

#### Wärmetauscher für direkte Wärmeübertragung
- Nasskühltürme werden für Rückkühlaufgaben in Kraftwerken eingesetzt. Dabei wird warmes Wasser in direktem Kontakt mit der Umgebungsluft gekühlt.

#### Rekuperatoren
Rekuperatoren besitzen für die beiden Medien je einen getrennten Raum.
- Plattenwärmeübertrager: Zahlreiche parallele Platten, die Zwischenräume werden abwechselnd vom einen und anderen Medium eingenommen.
  - Spiralwärmeübertrager als Sonderform des Plattenwärmetauschers, bei dem statt ebener Platten ein spiralförmig aufgewickeltes Blech verwendet wird.
- Rohrwärmetauscher bzw. Rohrbündelwärmeübertrager: Durch die Rohre („Rohrraum“; meist eine Vielzahl von parallelen Rohren) wird ein Medium gepumpt bzw. anderweitig gefördert. Die Rohre befinden sich im sogenannten Mantelraum, einem größeren Rohr oder Kessel, durch den ein anderes Medium fließt.
  - U-Rohr-Wärmetauscher, bei dem die Rohre U-förmig gebogen sind. Vorteil ist, dass das Rohrbündel leichter in den Kessel eingesetzt und herausgenommen werden kann, weil es nur auf einer Seite befestigt ist (z. B. in den Deckel des Kessels eingeschweißt).
  - Wärmerohre sind an beiden Enden verschlossen und beinhalten ein Medium zur Wärmeübertragung, welches durch kontinuierliche Kondensation und Wieder-Verdunstung selbsttätig innerhalb des geschlossenen Rohres zirkuliert.
- Hybrid-Tubular-Plattenwärmeübertrager sind eine Mischform aus Platten- und Rohrbündelwärmeübertragern. Sie bestehen aus sandwichartig übereinander gelegten und miteinander vollverschweißten geprägten Edelstahlplatten. Diese sind so angeordnet, dass sie auf der einen Seite einen rohrförmigen (tubularen) Querschnitt bilden und auf der anderen Seite einen – wie bei Plattenwärmeübertragern üblichen – wellenförmigen Querschnitt besitzen. Die Medien werden im Kreuzgegenstrom aneinander vorbei geführt.[4]
- Mantelrohrwärmeübertrager bestehen aus zwei konzentrischen Rohren; das Medium im inneren Rohr wird durch das Medium im äußeren Rohr (meist Wasser) erhitzt oder gekühlt. Diese Bauform wird bei hochviskosen oder feststoffbeladenen Medien (z. B. Suspensionen, Schlämme) eingesetzt, weist jedoch eine geringe Wärmeübergangsoberfläche und damit einen geringen Wirkungsgrad auf. Sie ist besonders gut geeignet für hohe Drücke im Innenrohr.
- Heizregister bzw. Kühlregister sind eine Kombination von Rohren (für das flüssige Medium) und daran befestigten Lamellen (für das gasförmige Medium).
  - Ein Gegenstrom-Schichtwärmeübertrager ist aus zwei oder mehr Lamellen-Wärmeübertragerschichten (Heiz- oder Kühlregistern) zusammengesetzt.

#### Regeneratoren
Der speicherfähige Grundkörper von Regeneratoren wird abwechselnd vom heißen und vom kalten Medium durchströmt. Die Länge des Intervalls zwischen der Umkehr der Strömungsrichtung ist abhängig vom Massenstrom des Medium und der Wärmekapazität der Speichermasse.
- Regeneratoren werden vor allem für Gase eingesetzt; die Wärmeenergie wird in einem Festkörper zwischengespeichert und später von derselben Oberfläche an den anderen Luftstrom abgegeben. Man unterscheidet
  - bewegliche Speichermassen wie beim Rotationswärmeübertrager (Luftvorwärmer) und Stirlingmotor.
  - ortsfeste Speichermassen wie beim industriellen Winderhitzer oder kleinen Lüftungsgeräten mit alternierender Luftführung durch Reversierventilatoren, die zur dezentralen Belüftung von einzelnen Räumen eingesetzt werden.

In Rotationswärmespeichern werden z. B. Aluminiumbleche, für Regeneratoren in Stirlingmotoren Kupfergeflechte und für Winderhitzer feuerfeste Steine bzw. keramische Speichermassen eingesetzt.

## Berechnung und Bewertung von Rekuperatoren

### Ideale Energiebilanz
Ein Wärmetauscher wird in seiner Grundfunktion jeweils von zwei Fluiden durchströmt, um diese auf vorgegebene thermodynamische Zustände zu bringen. Die von dem heißen Strom (Index: H) abgegebene und gleichzeitig von dem kalten Strom (K) aufgenommene  thermische Leistung wird dabei über die folgende Energiebilanz bestimmt:
{\displaystyle {\dot {Q}}={\dot {m}}_{H}\,c_{p}\,(T_{H}^{E}-T_{H}^{A})={\dot {m}}_{K}\,c_{p}\,(T_{K}^{A}-T_{K}^{E})}
Die Leistung {\displaystyle {\dot {Q}}}, in Abhängigkeit vom Massenstrom {\displaystyle {\dot {m}}}, der spezifischen Wärmekapazität, sowie der Temperaturdifferenz zwischen dem Eintritt (Index: E) und dem Austritt (A), entspricht der transportierten Energie zwischen den beiden Fluiden aufgrund von Wärme:
{\displaystyle {\dot {Q}}=k\,A_{q}\,\Delta T_{m}}
Dabei ist {\displaystyle k} der Wärmedurchgangskoeffizient, {\displaystyle A_{q}} die Wärmeübertragungsfläche und {\displaystyle \Delta T_{m}} die (effektive) mittlere Temperaturdifferenz. Die mittlere Temperaturdifferenz ist wiederum abhängig von den beiden Eintrittstemperaturen, der übertragenen Leistung, sowie insbesondere von der Strömungsführung beider Fluide durch den Apparat, wie z. B. eine Parallelstrom- oder Kreuzstromführung. Die Verknüpfung der Bilanzen über die Leistung und dividieren durch die maximal mögliche Temperaturdifferenz der beiden Eintrittstemperaturen liefert weiterhin
{\displaystyle \Phi _{H}=N\,\vartheta }
als dimensionslose Transportgleichung.

### Dimensionslose Kennzahlen
Die dimensionslose Transportgleichung liefert folgende Wärmetauscher-Kennzahlen:
- Dimensionslose Leistung bzw. Betriebscharakteristik:

{\displaystyle \Phi _{H}={\frac {T_{H}^{E}-T_{H}^{A}}{T_{H}^{E}-T_{K}^{E}}}}
Die Kennzahl gibt die tatsächliche Leistung im Verhältnis zur theoretischen Grenzleistung (aufgrund des Temperaturausgleichs) eines Gegenstrom-Wärmetauschers an. Sie ist somit eine dimensionslose Größe, deren Zahlenwert zwischen {\displaystyle 0} und {\displaystyle 1} liegt. Die Betriebscharakteristik lässt sich aufgrund des Leistungsverhältnisses auch als Wärmewirkungsgrad deuten.
- Dimensionslose Heizfläche, je nach Theorie und Anwendung auch als Zahl der Übertragungseinheiten  bzw. als NTU-Wert bezeichnet (für {\displaystyle {{\dot {m}}_{H}\,c_{p}}} als der kleinere Kapazitätsstrom als begrenzendem Faktor):

{\displaystyle N={\frac {k\,A_{q}}{{\dot {m}}_{H}\,c_{p}}}={\frac {T_{H}^{E}-T_{H}^{A}}{\Delta T_{m}}}}
Die Betriebscharakteristik lässt sich in einem Diagramm als Ordinate über der dimensionslosen Größe {\displaystyle N} als Abszisse (mit dem Verhältnis der Wärmekapazitätsströme) darstellen. Mit zunehmender dimensionsloser Heizfläche (Bauaufwand durch die Fläche) steigt dabei auch die dimensionslose Leistung, bis im Grenzfall unendlicher Wärmeübertragungsfläche die theoretische Grenzleistung {\displaystyle \Phi =1} erreicht wird.
- Dimensionslose mittlere Temperaturdifferenz:[6]{\displaystyle \vartheta ={\frac {\Delta T_{m}}{T_{H}^{E}-T_{K}^{E}}}}

Die Arbeitspunkte eines Wärmetauschers liegen im {\displaystyle \Phi }-{\displaystyle N}-Diagramm auf einer Geraden durch den Ursprung mit der Steigung {\displaystyle \vartheta }.
- Verhältnis der Wärmekapazitätsströme:

{\displaystyle C={\frac {{\dot {m}}_{H}\,c_{p}}{{\dot {m}}_{K}\,c_{p}}}={\frac {T_{K}^{A}-T_{K}^{E}}{T_{H}^{E}-T_{H}^{A}}}}
Diese Größe charakterisiert abschließend die Aufgabenstellung des Wärmetauschers. Sie dient zur Umrechnung der Größen für den heißen und kalten Strom.

### Ideale Strömungsführung

#### Gleich- und Gegenstrom
Für die Berechnung von Wärmetauschern gibt es eine Reihe von Methoden, die sich hinsichtlich des Rechenaufwandes und der Genauigkeit unterscheiden. Zur Bestimmung der thermischen Leistung ist es meistens ausreichend, eine von der Strömungsführung abhängige mittlere Temperaturdifferenz des Gesamtapparates zu verwenden. Wärmetauscher mit paralleler Strömungsführung finden in der Praxis häufig Verwendung. Je nachdem, ob sich hierbei die beiden Stoffströme in derselben oder entgegengesetzten Richtung bewegen, herrscht:
- Gleichstrom:[5][9]

{\displaystyle \Phi _{H}={\frac {1-e^{-N(1+C)}}{1+C}}}
- Gegenstrom:[5][9]

{\displaystyle \Phi _{H}={\frac {1-e^{-N(1-C)}}{1-Ce^{-N(1-C)}}},\,(C<1)}
{\displaystyle \Phi _{H}={\frac {N}{1+N}},\,(C=1)}
{\displaystyle \Phi _{H}={\frac {1-e^{-N(C-1)}}{C-e^{-N(C-1)}}},\,(C>1)}

Die mittlere Temperaturdifferenz bei Parallelstrom lässt sich auch durch den logarithmischen Mittelwert angeben (die Herleitung folgt aus dem Zusammenhang {\displaystyle \Phi _{H}=f(N,C)}, wenn man für die Kennzahlen jeweils die Temperaturen einsetzt):
{\displaystyle \Delta T_{m}=\Delta \vartheta _{m}={\frac {\Delta T_{1}-\Delta T_{2}}{\ln \left({\frac {\Delta T_{1}}{\Delta T_{2}}}\right)}}}
Der Mittelwert liegt zwischen den Temperaturdifferenzen der Medien auf beiden Seiten des Wärmetauschers. Beim Gleichstrom sind dies die Temperaturdifferenzen auf der Eintrittsseite {\displaystyle \Delta T_{1}} sowie auf der Austrittsseite {\displaystyle \Delta T_{2}} und beim Gegenstrom sind dies die Temperaturdifferenzen jeweils zwischen Eintritt des einen Mediums und Austritt des anderen Mediums.

#### Kreuzstrom
Eine weitere idealisierte Strömungsführung bei Rohrbündel- oder Plattenwärmetauschern stellt der Kreuzstrom dar. Die beiden Stoffströme verlaufen beim reinen Kreuzstrom senkrecht zueinander und sind jeweils in Strömungsrichtung, im Vergleich zum Parallelstrom, nicht quervermischt.
- Reiner Kreuzstrom (ohne Quervermischung):[10]

{\displaystyle \Phi _{H}={\frac {1}{CN}}\sum \limits _{i=0}^{\infty }\left(1-e^{-N}\sum \limits _{j=0}^{i}{\frac {N^{j}}{j!}}\right)\left(1-e^{-CN}\sum \limits _{j=0}^{i}{\frac {(CN)^{j}}{j!}}\right)}
Hierbei ist {\displaystyle j!} die Fakultät von {\displaystyle j}.
Bei vorgegebenen apparateseitigen Ein- und Austrittstemperaturen benötigt der Gegenstrom die kleinste Wärmeübertragungsfläche, während der Gleichstrom bezüglich der thermischen Leistung eine sehr ungünstige Stromführung darstellt. Der reine Kreuzstrom liegt hinsichtlich der mittleren Temperaturdifferenz zwischen den Werten für den Gegen- und Gleichstromapparat. Weitere Strömungsformen:
- Kreuzstrom, einseitig quervermischt:[5]

{\displaystyle \Phi _{H}=1-\exp \left({\frac {e^{-CN}-1}{C}}\right)}
- Kreuzstrom, beidseitig quervermischt:[5]

{\displaystyle {\frac {1}{\Phi _{H}}}={\frac {1}{1-e^{-N}}}+{\frac {C}{1-e^{-CN}}}-{\frac {1}{N}}}

#### Kreuzgegenstrom
Neben der reinen Gestalt tritt der Kreuzstrom zudem in Verbindung mit Parallelstrom auf. Eine solche Schaltung erhält man z. B. durch Kombination mehrerer Plattenelemente übereinander. Jedes Element wird weiterhin kreuzdurchströmt, durch wiederholte Umlenkung findet die Hauptbewegung der Strömungen jedoch über der Höhe statt. Bei einer entgegengesetzten Strömung herrscht in diesem Sinne wieder Gegenstrom. Die mittlere Temperaturdifferenz einer solchen Kreuzgegenstrom-Schaltung liegt schließlich zwischen den Werten für den Gegenstrom und dem reinen Kreuzstrom.
- Kreuzgegenstrom (ohne Quervermischung):[6][5]

{\displaystyle \Phi _{H,i}={\frac {1-\left({\frac {\Phi _{H}-1}{C\Phi _{H}-1}}\right)^{1/n}}{1-C\left({\frac {\Phi _{H}-1}{C\Phi _{H}-1}}\right)^{1/n}}},\,(C\neq 1)}
{\displaystyle \Phi _{H,i}={\frac {\Phi _{H}}{n+(1-n)\,\Phi _{H}}},\,(C=1)}
Jeder der {\displaystyle i=1,2,3,\dots ,n} -Bereiche wird weiterhin rein kreuzstromgeführt.
Bei Kreuzstromwärmetauschern mit mehreren Durchgängen ist die thermische Leistung von der Stromführung der beiden Fluide über den gesamten Apparat (Hauptströmungsrichtung) und ggf. von dem Grad der Quervermischung innerhalb jedes Durchgangs, sowie den Bereichen dazwischen, abhängig. Hierdurch entstehen weitere Varianten unterschiedlichster  Schaltungen mehrgängiger Kreuzstromwärmetauscher.
- Kreuzgegenstrom, einseitig quervermischt:

Eine solche Schaltung wird beispielsweise bei Rohrbündelwärmetauschern erhalten.
- Mehrgängige Kreuzstromwärmeübertrager:[6]

Eine solche Schaltung wird beispielsweise bei mehrgängigen Plattenwärmetauschern erhalten.

#### Wärmeübertragung mit Phasenübergang
Bei der Phasenänderung eines reinen Fluids (Einstoffsystem) in einem Wärmetauscher bleibt die Temperatur des betreffenden Fluids konstant. Für die Betriebscharakteristik gilt:
{\displaystyle \Phi _{H}=1-e^{-N}}
Der angegebene Wert gilt sowohl für den Verdampfungs- als auch Kondensationsprozess.

## Anwendungen

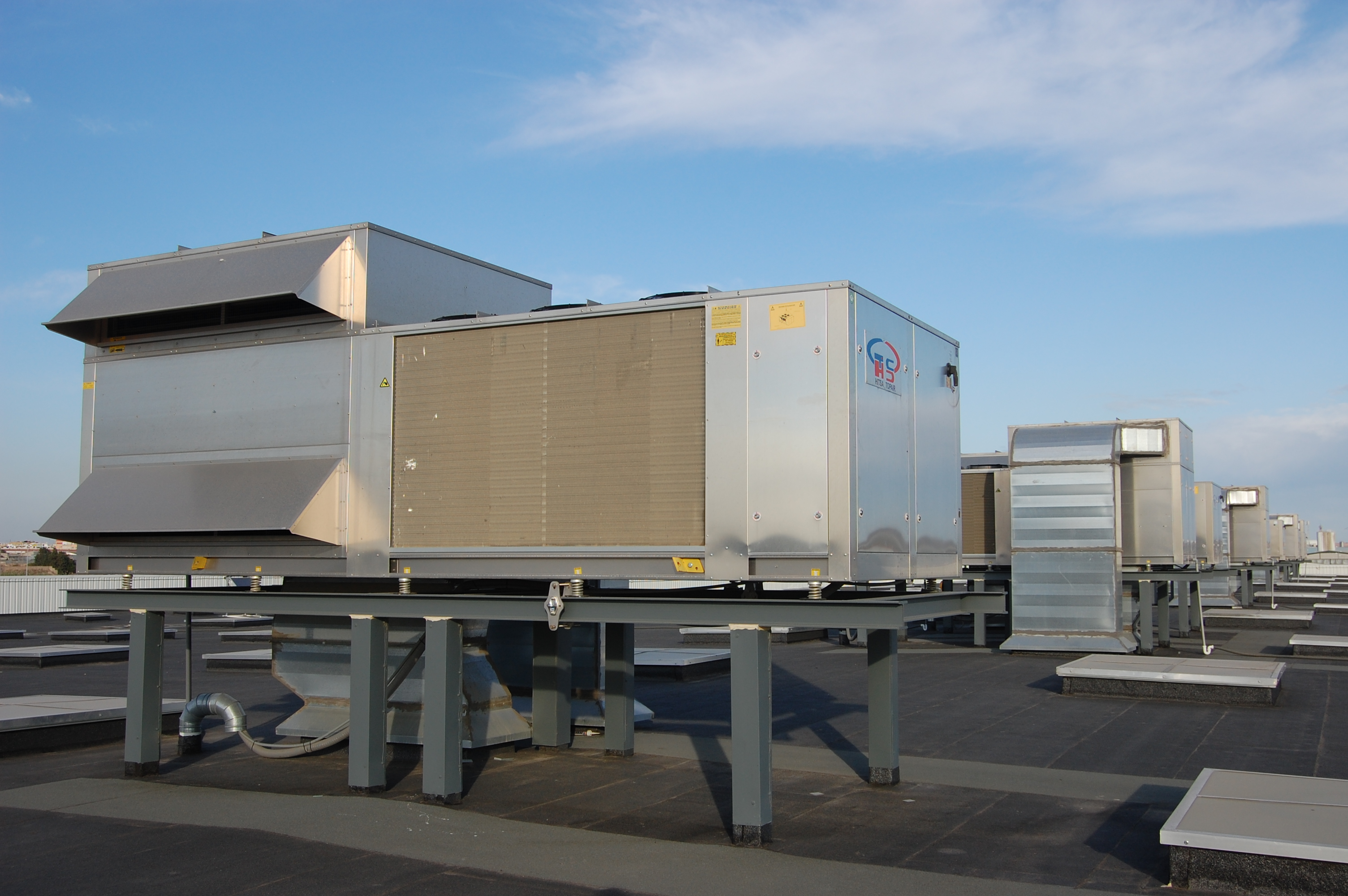
Luft-Luft-Wärmetauscher

### Beide Medien gasförmig
- Abgaswärmenutzung zum Vorwärmen der angesaugten Verbrennungsluft in industriellen Anlagen, z. B. Rotationswärmeübertrager und Winderhitzer.
- Abluftwärmenutzung zur Wärmerückgewinnung, also Erwärmung der Zuluft bei der Belüftung klimatisierter Gebäude oder für Passivhäuser, sog. Luft-Luft-Wärmetauscher.
- Luft/Luft-Wärmetauscher zu Schaltschrankkühlung.
- Ladeluftkühler für Verbrennungsmotoren

### Ein Medium gasförmig, eines flüssig

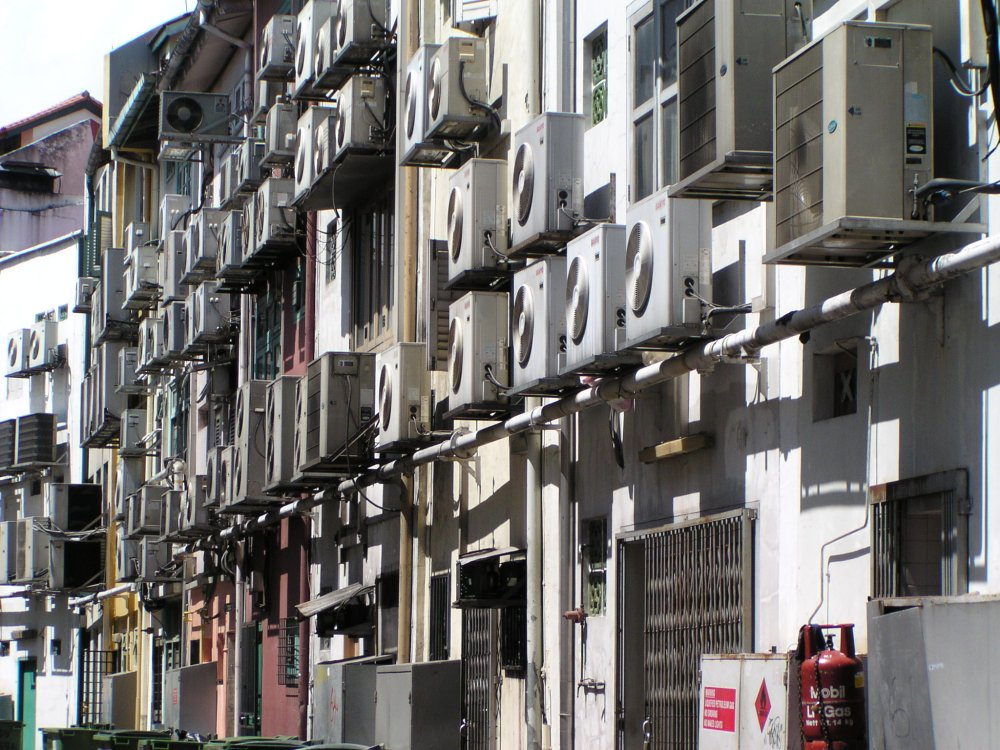
Luft-Flüssigkeit-Wärmetauscher von nachgerüsteten Klimaanlagen in Singapur (2003)

- Lufterhitzung bzw. -kühlung zur direkten thermischen Behandlung der Zuluft in Klimaanlagen
- Raumlufterwärmung über Heizkörper als Konvektor: Kennzeichnend ist die gerippte Bauform, wodurch große Oberflächen erzielt werden.
- Regenerative Wärmerückgewinnung zur Erwärmung oder Kühlung der Zuluft in klimatisierten Gebäuden.
- Speisewasservorwärmung von Dampfkesseln (Economiser).
- Luft/Wasser-Wärmetauscher zu Schaltschrankkühlung.
- Wärmeübertragung zur Warmwassergewinnung in Gasthermen.
- Ladeluftkühler für Verbrennungsmotoren bei indirekter Ladeluftkühlung

### Ein Medium gasförmig, eines im Phasenübergang gasförmig/flüssig
- Kondensation bei Dampfturbinen.

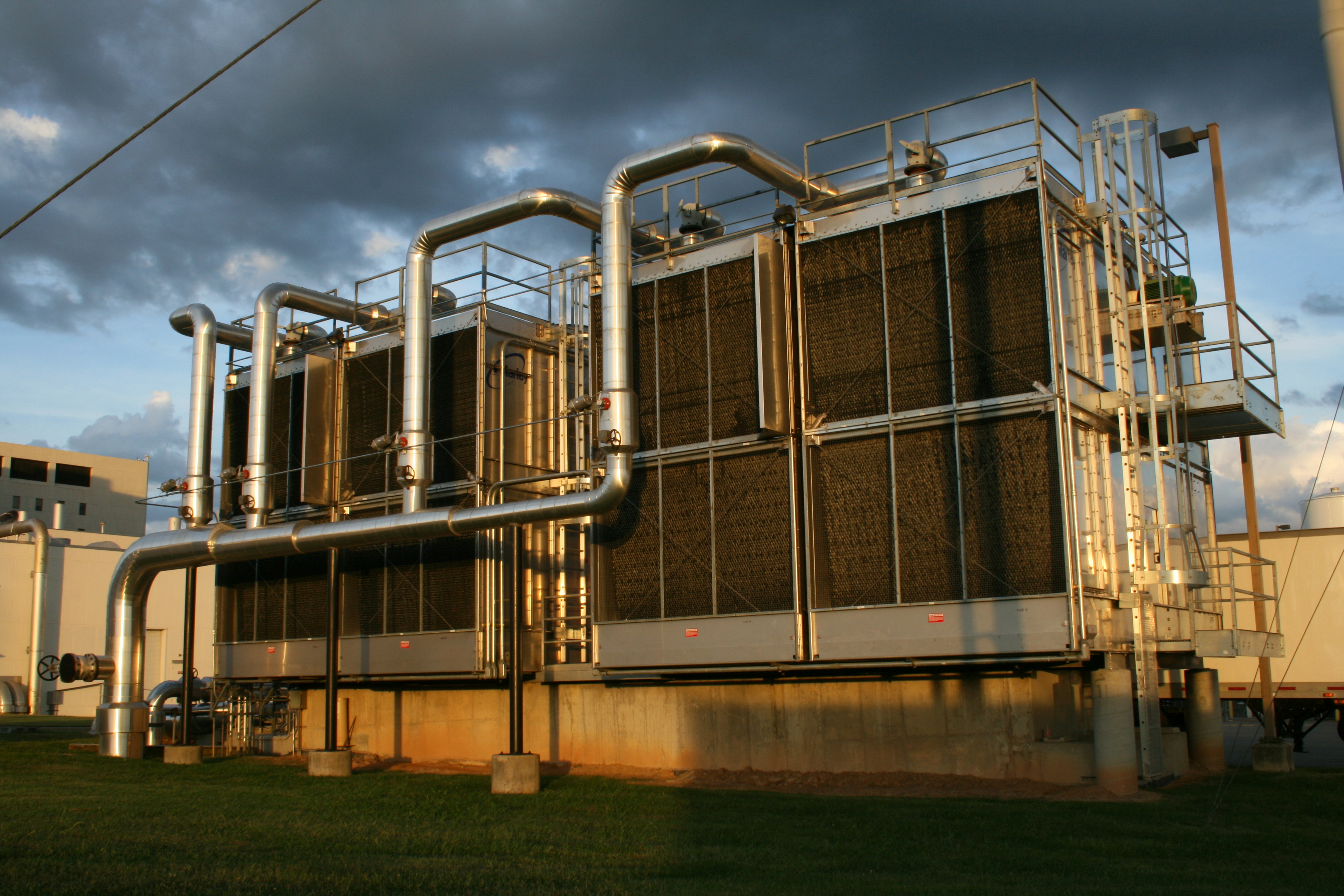
Luft-Flüssigkeit-Wärmetauscher

- Verdampfung in Dampfkesseln von Kohlekraftwerken sowie Dampferzeugern in Kernkraftwerken mit gasgekühlten Reaktoren.
- Verdampfung und Kondensation des Kältemittels bei Klimaanlagen.
- Wärmeübertragung von Luft an das Kältemittel im Verdampfer von Wärmepumpen für die Gebäudeheizung.
- Wärmeabgabe über Kühlschlange im und an der Rückwand von Kühlschränken.
- Wärmerohr (Heatpipe)
- Wärmeübertragung in Kondensationswäschetrocknern (ohne Abluftanschluss).

### Ein Medium flüssig, eines im Phasenübergang gasförmig/flüssig
- Verflüssiger von Wärmepumpen in Heizungsanlagen
- Dampferzeuger in Kernkraftwerken mit Druckwasserreaktor
- Dampfbetriebene Erhitzer für Pumpen-Warmwassersysteme in großen Heizungsanlagen

### Beide Medien flüssig

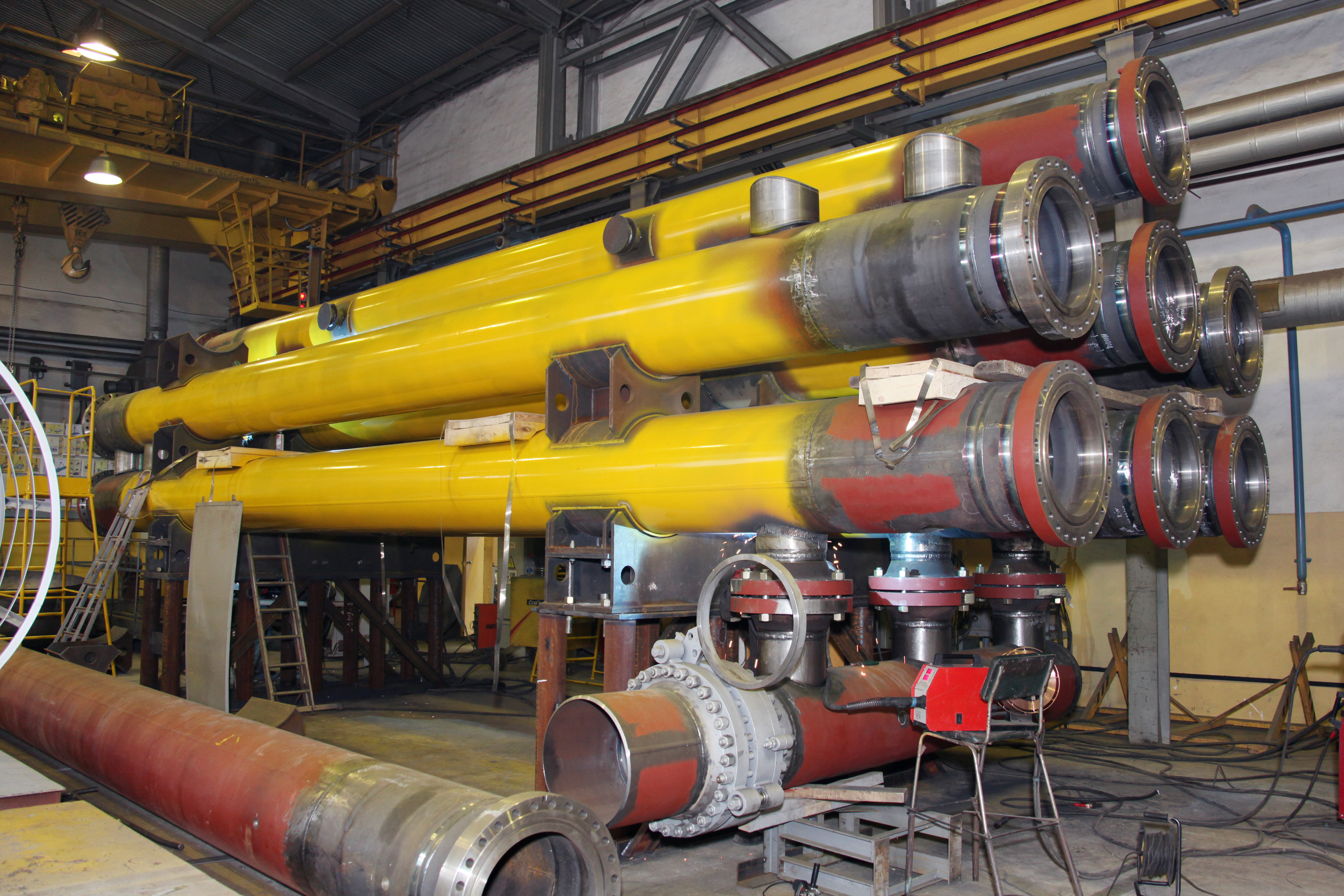
Flüssigkeit-Flüssigkeit-Wärmetauscher

- Grundwasserwärmeübertragung für Wärmepumpen.
- Wärmeübertragung in ozeanothermischen Gradientkraftwerken (Meereswärmekraftwerk).
- Wärmeübertragung in Speicherkesseln von thermischen Solaranlagen.
- Wärmeübertragung in einer Frischwasserstation.
- Wärmeübertragung zwischen Seewasser und Kühlwasser von Schiffsdieselmotoren.
- Wärmeübertragung in Fernwärmenetzen
- Aus der Biologie: Um den Wärmeverlust bei Berührung des kalten Bodens zu minimieren, verlaufen die Adern in Pinguinfüßen wie bei einem Gegenstromwärmetauscher.

### Andere
Folgende Anwendungen gehören eigentlich nicht zu den Wärmetauschern, da hier die Wärme nicht zwischen zwei fließenden Medien übertragen wird: Erdwärmeübertrager, Halbrohrschlange, Kühlkörper, Radiator.